# Neverwinter Nights 2
Neverwinter Nights 2 (NWN2) est un jeu de rôle sur ordinateur développé par Obsidian Entertainment et édité par Atari Inc., sorti aux États-Unis le 31 octobre 2006 et le 3 novembre de la même année en Europe. C'est la continuation du jeu développé par BioWare, NeverWinter Nights, un jeu basé sur les règles de Donjons et Dragons. Alors que NWN n'était basé que sur les règles de la 3e édition, NWN2 sera basé sur les règles de Donjons et Dragons v3.5, quelque peu modifiées pour les adapter au gameplay en temps réel.
Une extension portant le titre Neverwinter Nights 2: Mask of the Betrayer est sortie en 2007. Une deuxième extension intitulée Neverwinter Nights 2: Storm of Zehir est sortie en novembre 2008. Une troisième extension est parue en 2009 sous le nom Neverwinter Nights 2: Mysteries of Westgate.

## Production, promotion et sortie
Le jeu original Neverwinter Nights a été développé par BioWare. Les rumeurs d'une suite se sont confirmées en juillet 2004, lorsque Obsidian Entertainment a annoncé qu'ils en avaient commencé la production. Obsidian a été fondé par des membres du défunt studio Black Isle Studios, qui avaient travaillé en collaboration avec BioWare sur la série des Baldur's Gate. En décembre 2004, Obdisian a sorti Knights of the Old Republic II, la suite d'un autre jeu de Bioware. NWN2 a été développé à partir d'une version profondément remaniée du moteur graphique de NWN, l'Aurora Engine, et qui est alors nommé Electron Engine. Bioware a fourni l'assistance technique nécessaire.
Malheureusement, Obsidian a décidé de passer de la bibliothèque graphique ouverte OpenGL à celle, propriétaire, de Microsoft, DirectX pour NWN2 anticipant ainsi un éventuel portage sur Xbox 360 qui n'aura finalement pas lieu. Par conséquent, cette suite sera uniquement prévue pour fonctionner sous Windows contrairement à son prédécesseur qui fonctionnait également sous Linux et Mac OS X.
La sortie du jeu était tout d'abord attendue début 2006. Le 12 avril 2006, un porte parole d'Obsidian annonça qu'un prochain communiqué de presse spécifierait une date de sortie en septembre 2006.
Le site officiel fut lancé le 20 mars 2006, cependant il est resté relativement vide jusqu'en avril 2006. Toutefois, lors des interviews que les développeurs ont pu donner, ils étaient plutôt fiers de leur travail et confiants sur l'avis des futurs joueurs. Les premières captures d'écran officielles furent de petites images en noir et blanc de vieux modèles 3D et furent publiés sur le manuel du jeu Dragonshard publié lui aussi par Atari en septembre 2005. Les premières captures d'écran en couleur furent donnés en exclusivité dans un article du numéro de décembre du magazine PC Gamer, disponible dans certaines boutiques aux États-Unis le 10 octobre 2005. Les retours de la communauté face à ces screenshots furent très positifs.
De nombreux captures d'écran et des vidéos basse résolution on fait surface les semaines suivantes, jusqu’à et durant l'E3 2006. Plus intéressant, une bande-annonce officielle fut publié sur le site du jeu quelques jours avant l'exposition. Contrairement aux vidéos de mauvaise qualité circulant sur internet, la bande-annonce ne montre aucune phase du jeu mais semble plutôt être la vidéo d'introduction.
Jusqu’à ce qu'une opération de marketing débute en août 2006, chaque 'nouvelle' capture d'écran ou vidéo se trouvait gratifié d'un commentaire « ces images datent » de la part d'Obsidian. Ceci peut être dû au processus d'approbation d'Atari plus qu'autre chose.

## Équipe de Développement
- Frank Kowalkowski - Programmeur en chef
- Josh Sawyer - Designer en chef
- Ferret Baudoin - Designer en chef - Démission en mars 2006 pour rejoindre BioWare[4].
- Tramell Ray Isaac - Directeur Artistique
- Darren Monohan - Producteur
- Compositrice : Chanda Dancy

## Campagne Officielle
La campagne officielle prend place dans les environs de la cité de Padhiver, cependant il ne s'agit pas d'une suite des campagnes de NWN. Il a été reconnu qu'un personnage joué tout du long de la campagne de NWN et de ses extensions aurait atteint le niveau 30, il serait donc difficile de créer une véritable difficulté pour ces joueurs. Dans la campagne de NWN2, les personnages commencent niveau 1 et atteindront le niveau 20 au maximum. La description officielle est la suivante :
Les bardes ont beau chanter les épopées de héros des Âges Anciens, jamais les plaines du Royaume Oublié n’auront autant eu besoin d’un champion. Bien des années se sont écoulées depuis la guerre entre Luskan et Padhiver, presque suffisamment pour que les blessures de la guerre se referment enfin. Mais cette trêve passagère arrive malheureusement à terme. Les tensions croissantes entre les puissantes villes-États menacent de se métamorphoser en affrontement armé. Plus encore, dans les contrées du Nord, les Forces Obscures se rassemblent sous la bannière d’un démon légendaire.
Mais l’espoir est toujours de mise, même dans les Âges les plus sombres : une Relique mystérieuse n’attend qu’un héros pour révéler ses secrets.

### Liste des personnages recrutables
- Khelgar Poindanel

Classe : Guerrier. (ou Moine.) Race : Nain. Alignement : Neutre Bon.
On le rencontre peu après la sortie de Port-Nuit, au détour de la taverne du Saule Pleureur. Il y raconte à qui veut bien l'entendre la leçon d'humilité qu'un moine lui a donnée lors de sa dernière bagarre de bar, et sa volonté d'apprendre son art. D'un premier abord bougon et bagarreur, il s'avère être un compagnon loyal et fidèle, et très efficace en combat au corps à corps. Lors de sa quête personnel s'il a suffisamment d'estime pour vous, vous pourrez l'influencer dans son choix et faire de lui un Moine. Tout acte bon ou allant au devant d'un combat de votre part vous fera monter dans son estime. Il se montrera au départ méfiant envers Elanee, et surtout Neeshka.
- Neshkaa

Classe : Roublarde. Race : Tieffeline. Alignement : Neutre stricte.
On rencontre Neshkaa peu après la sortie de Port-Nuit, près de Fort-Locke. Bien que peu encline à respecter les lois à la lettre, elle sait aussi faire preuve de compassion et de justice. Habituée à être traquée et repoussée, elle se montrera dévouée au personnage principal si celui-ci la considère avec respect. Elle n'appréciera guère Khelgar, même si elle pourra s'habituer à sa compagnie une fois bien intégrée dans le groupe. Seule roublarde recrutable du jeu, elle se révèlera un atout presque indispensable à votre équipe (si vous même ne savez ni crocheter les serrures ou désamorcer les pièges). Vous monterez dans son estime en l'encourageant, et en évitant autant que possible de vous en référer à une quelconque autorité officielle lors de vos choix en sa présence.
- Elanee

Classe : Druide. Race : Elfe. Alignement : Neutre bonne.
Elanee aborde le personnage principal entre Fort-Locke et Grand-Roche. En tant que druide, elle protègera les traditions des Marais dont elle est originaire. Préférant les voies pacifiques et diplomatiques aux combats, elle sera régulièrement en désaccord avec Khelgar, et avec Neeshka dont elle réprouvera la faible moralité. Ses pouvoirs druidiques lui permettrons d'être une lanceuse de sort efficace, et une soigneuse de premier plan. Vous monterez dans son estime en optant pour les choix les plus pacifiques. C'est aussi le seul personnage romançable féminin.
- Qara

Classe : Encorseleuse. Race : Humaine. Alignement : Chaotique Neutre.
Ex-élève de l'Académie de Magie de Padhiver, Qara s'en enfuit, ne supportant plus les remontrances de ses maîtres. En effet, basant son art sur sa force intérieure, elle ne suit pas les directives académiques prônant les longues études indispensables à la maîtrise de la magie. On la rencontre sur les docks de Padhiver. Elle s'opposera régulièrement à Sand, qu'elle jugera comme étant étriqué et hautain, ce dernier méprisant ses talents au titre de son absence de formation. Vous monterez dans son estime en reconnaissant l'étendue de ses pouvoirs.
- Bishop

Classe : Rôdeur. Race : Humain. Alignement : Chaotique Mauvais.
On rencontre Bishop à l'auberge du quartier des docks de Padhiver, ce dernier accompagnant le personnage principal comme paiement d'une dette de l'une de ses connaissances. C'est un personnage rusé et talentueux, mais très égocentrique, et ne visant que son intérêt propre. Pour lui, seuls les forts méritent de survivre, aux dépens des plus faibles. Vous monterez dans son estime en approuvant ses décisions, et en appliquant en sa présence sa philosophie de vie.
- Grobnar

Classe : Barde. Race : Gnome. Alignement : Neutre bon.
On rencontre Grobnar sur la route menant au Fond-à-L’Effraie. C'est un personnage parfaitement excentrique, débitant un flot de paroles ininterrompu. Toujours de bonne humeur, il se montrera amical avec tout le monde, y compris avec les plus moqueurs envers lui. Sa passion ? Débusquer un jour des Wandersnavens, bien sûr ! Vous monterez dans son estime en vous intéressant à ses découvertes.
- Casavir

Classe : Paladin. Race : Humain. Alignement : Loyal Bon.
On rencontre Casavir dans les environs du Front-à'L'Effraie, semant la terreur dans les troupes Orques. Casavir est un homme solitaire et déterminé, préférant pourfendre le Mal par les actes qu'en paroles. Il ne se laissera de même pas tromper par les apparences, et ne jugera personne à la hâte. Vous monterez dans son estime en vous montrant digne de la voie des Paladins. Casavir est le seul personnage romançable masculin.
- Shandra Jerro

Classe : Guerrière. Race : Humaine. Alignement : Neutre Bonne.
Shandra est une fermière vivant aux abords de Grand-Roche. Voyant sa ferme brûlée par les hommes-lézards, puis capturée par les githyankis, elle décide finalement de ne plus quitter le personnage principal. Elle suivra de ce fait un rapide entrainement de Guerrier, et accompagnera le groupe dans toutes ses aventures. Shandra est une femme dévouée, douce, et profondément bonne. Elle aidera spontanément toute personne dans le besoin, et ne montrera aucune rivalité envers quiconque. Vous monterez dans son estime en accomplissant des actes altruistes ou généreux. Elle est la descendante directe du sorcier Ammon Jerro, qu'elle ne connait que de réputation. Elle se sacrifiera pour le personnage principal lors d'un affrontement crucial, et tombera sous les coups de son grand-père.
- Sand

Classe : Mage. Race : Elfe. Alignement : Loyal Neutre.
Sand est un mage vivant à Padhiver, que l'on rencontre dans le quartier des docks. C'est un personnage très intelligent, mais aussi hautain et suffisant, qui méprise le bas peuple. Il s'opposera en particulier à l'ensorceleuse Qara, qu'il jugera trop imprévisible (et dont il jalousera en secret les talents). Vous monterez dans son estime en le flattant, ou en vous montrant aussi arrogant que lui (envers les autres !).
- Zhjaeve

Classe : Prêtresse. Race : Githzerai. Alignement : Loyal Neutre.
On rencontre Zhjaeve à Padhiver, une fois les hordes Githyankis vaincues. Elle est tout d'abord retenue prisonnière par les forces armées de Padhiver, mais rejoint finalement le personnage principal en lui proposant son aide pour vaincre le Roi des Ombres. Les connaissances de son peuple sur les anciennes légendes d'Illefarm seront un atout précieux pour guider le héros dans sa quête. Zhjaeve est un personnage loyal et dévoué. Elle s'opposera à Ammon Jerro, qui bien que partageant les mêmes objectifs qu'elle, emploiera des méthodes qu'elle jugera trop brutales et immorales. Vous monterez dans son estime en ayant foi en ses connaissances pour vous guider vers votre destinée.
- Ammon Jerro

Classe : Sorcier. Race : Humain. Alignement : Neutre Mauvais.
Ammon Jerro est un puissant sorcier, censé être mort lors de la précédente guerre contre le Roi des Ombres. Ayant depuis pactisé avec les démons, dont il tire ses pouvoirs, il cherche la vengeance à tout prix. Ne reculant devant rien pour défaire le Roi des Ombres, il n'hésite pas à tuer quiconque interfère dans ses plans. Il tuera ainsi sa propre petite fille tandis que le personnage principal pénètrera dans son sanctuaire en quête de réponses. Vaincu, il rejoindra finalement le personnage principal, tous deux devant allier leurs forces pour défaire leur ennemi commun. Il s'opposera à Zhjaeve, qu'il juge trop faible pour faire face à la menace grandissante des ombres. Vous monterez dans son estime en plaçant votre destin entre ses mains, et en approuvant ses actes.